# Тунтанж (комуна)
Тунтанж (люксемб. Téinten, фр. Tuntange, нім. Tüntingen) — комуна Люксембургу. Входить до складу кантону Мерш в окрузі Люксембург.

## Географія
Площа території комуни становить 18,74 км² (65-е місце за цим показником серед 116 комун Люксембургу).
Висота найвищої точки комуни над рівнем моря складає 383 метрів (77-е місце за цим показником серед комун країни), найнижчої — 230 метрів (47-е місце).

## Демографія
Станом на 2011 рік на території комуни мешкало 1 288 ос.
Динаміка чисельності населення:

## Адміністративний поділ
До складу комуни входять такі поселення:
| Поселення   | Населення за даними переписів: | Населення за даними переписів: | Населення за даними переписів: |
| Поселення   | на 31.03.1981                  | на 01.03.1991                  | на 15.02.2001                  |
| ----------- | ------------------------------ | ------------------------------ | ------------------------------ |
| Ансембург   | 43                             | 44                             | 40                             |
| Бур         | 23                             | 35                             | 64                             |
| Холленфельс | 130                            | 155                            | 238                            |
| Марієнталь) | 19                             | 18                             | 105                            |
| Тунтанж     | 411                            | 487                            | 580                            |